# الموخشة (الشعر)

تعديل مصدري - تعديل

الموخشة محلة تابعة لقرية جرعان، التابعة لعزلة مقنع بمديرية الشعر إحدى مديريات محافظة إب في الجمهورية اليمنية.، بلغ تعداد سكانها 46 حسب تعداد اليمن لعام 2004.